# Rīga (motorfietsmerk)

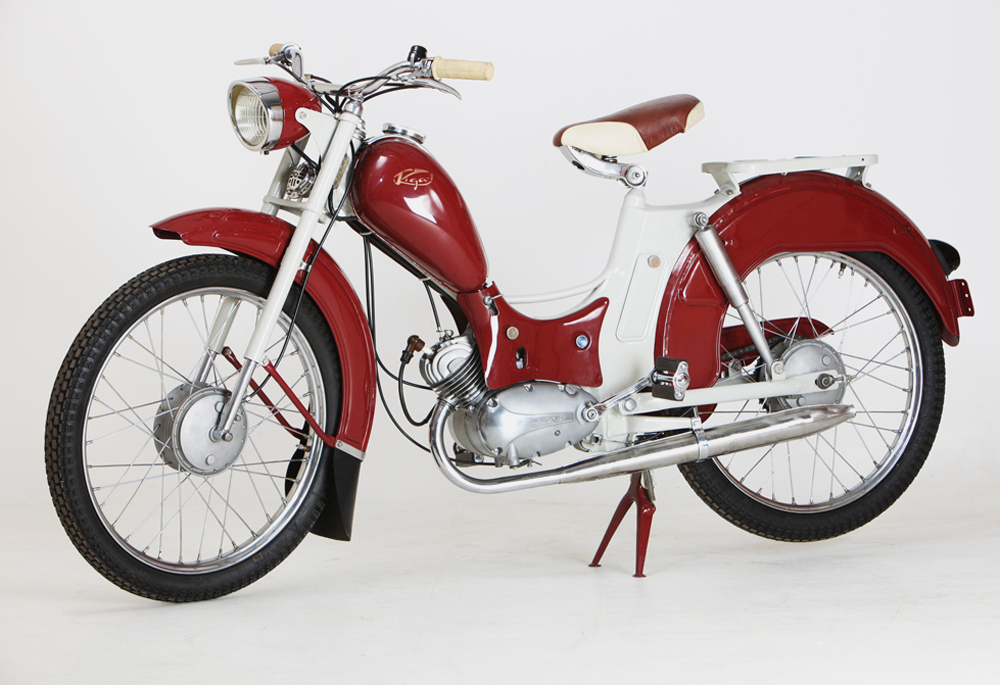
Bromfiets Riga-1

Rīga was een Letse fabriek die zich vanaf 1958 voornamelijk bezighield met de bouw van lichte tweetakt-motorfietsen en bromfietsen. De fabriek was gevestigd in de Letse hoofdstad Riga en ontleende daar ook de merknaam aan.
Men bouwde ooit de Rigaracer, mogelijk in samenwerking met het Nederlandse Jamathi. De bromfiets Rīga 3 werd ook als Verchovina 3 verkocht, geproduceerd in het Oekraïense Lviv.

## Geschiedenis
Tamelijk laat begon ook de Sovjet-Unie met de bouw van brommers. De in 1927 opgerichte fietsenfabriek Sarkanā Zvaigzne (Rode ster) presenteerde in 1957 de eerste hulpmotor die kant-en-klaar aan een fiets gemonteerd of los geleverd kon worden. In het jaar daarop ontstonden de eerste prototypes van een brommer die vanaf 1959 in serieproductie ging. In de fietsenfabriek in Riga ontstond met de Spiriditis een interessant bromfiets. Ongewoon waren de cilinderinhoud (die in latere brommers niet meer opdook) en het geperste stalen frame met geïntegreerde brandstoftank. In verbinding met de lampbekleding maakte het geheel een zeer moderne indruk maar zorgde in de praktijk door onvoldoende stijfheid en ondichtheid voor grote problemen.
Van de Spiriditis bleef weinig over toen hij in 1961 door twee klassieke brommerseries werd afgelost. Enerzijds met de Rīga-modelreeks op solide brommerbouwwijze, sterk lijkend op de Simson SR2, en anderzijds met een nog zeer sterk op fietsen lijkende serie met losse pedaalaandrijving en een 45 cc tweetaktmotor. Gestaag gemoderniseerd hielden deze series het in een veelvoud aan modellen tot in de jaren negentig vol.

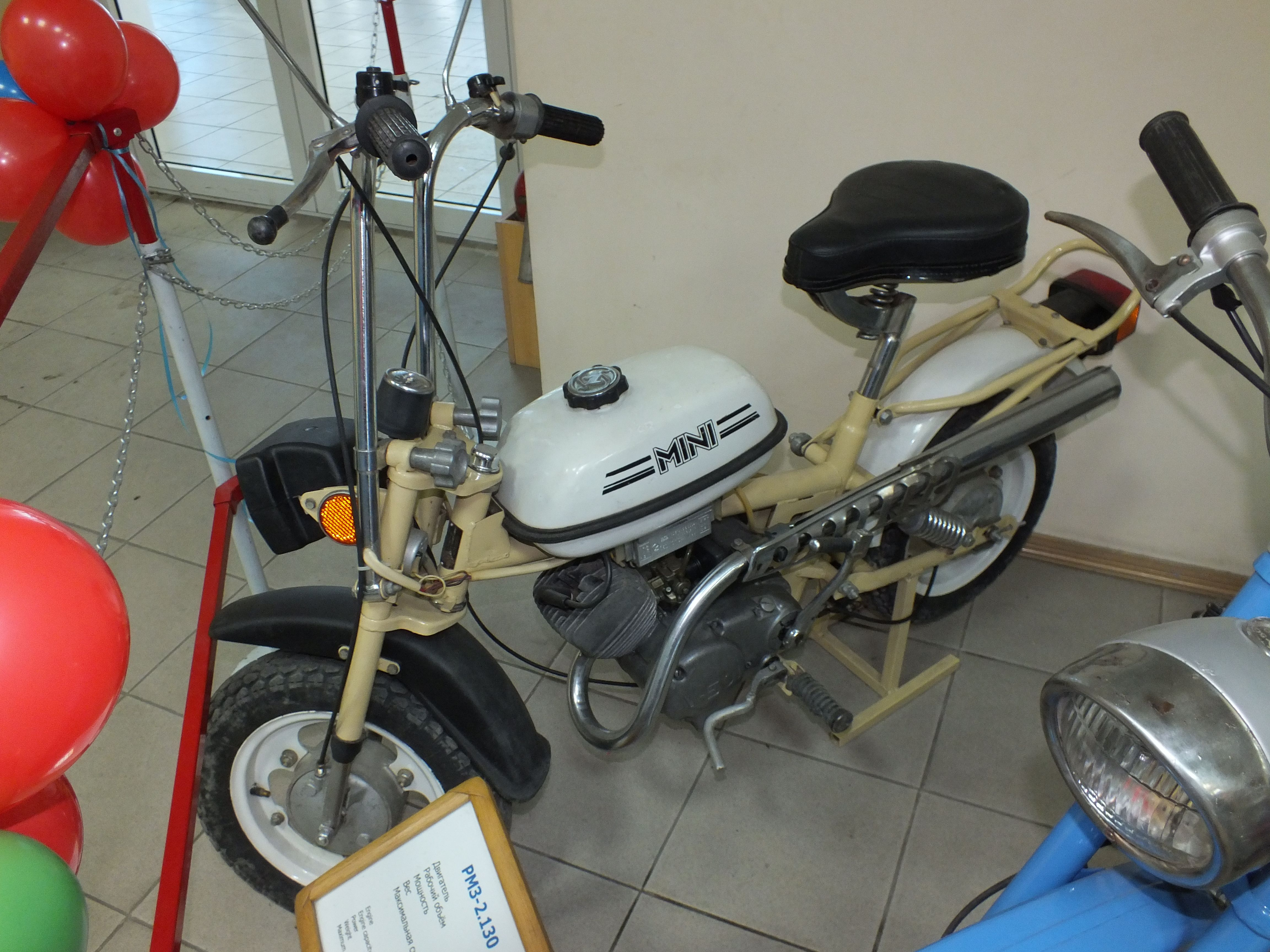
Rīga-Mini

Al sinds de jaren zeventig en het verschijnen van de Honda Dax werkten men in Riga aan een soortgelijke minibike. In 1984 verscheen ten slotte het resultaat als Riga-26 of Riga-Mini, waarvan de aandrijving afkomstig was van de Riga-22. Een verbeterde versie (met achterwielvering) werd vanaf 1986 als Riga-30 verkocht en eind jaren tachtig verscheen de Stella. Alle modellen hadden 10 inch wielen en een hoog stuur en met deze modellen werd veel geadverteerd, men merkte ook in de Sovjet-Unie een terugloop in de vraag naar brommers. Na het uiteenvallen van de Sovjet-Unie was de Letse fabriek niet meer lang levensvatbaar, in 1998 werd de productie definitief gestaakt.